# Borgia (strip)
Borgia is een stripreeks geschreven door Alejandro Jodorowsky en getekend door Milo Manara. De reeks bestaat uit vier delen die verschenen tussen 2005 en 2010. De reeks is uitgegeven door uitgeverij Sombrero. In 2017 verscheen een integrale uitgave uitgeverij Glénat.
In de reeks staat de beruchte Spaans-Italiaanse familie Borgia centraal. Deze familie leverde in 15e en 16e eeuw twee pauzen en maakte zich schuldig aan incest, overspel en moord.

## Albums
| Nummer | Titel                      | Verschenen | Uitgeverij |
| ------ | -------------------------- | ---------- | ---------- |
| 1      | Bloed voor de paus         | 2005       | Sombrero   |
| 2      | Macht en bloedschande      | 2006       | Sombrero   |
| 3      | Vlammen van de brandstapel | 2008       | Sombrero   |
| 4      | Alles is ijdelheid         | 2010       | Sombrero   |